# لورا غريني
لورا غريني (بالإنجليزية: Laura Greene)‏ هي عالمة أرصاد ومقدمة تلفزيونية بريطانية، ولدت في 16 فبراير 1972 في فتزروفيا في المملكة المتحدة.

## وصلات خارجية
- لورا غريني على موقع IMDb (الإنجليزية)